# 尚文水库
尚文水库，位于中华人民共和国信宜市市区东镇街道西北4千米处的一座中型水库，工程于1958年秋动工，1960年完成主副坝。
尚文水库集水面积43.2平方千米，最大库容3189万立方米，水面面积2.4平方千米。主坝为均质土坝，最大坝高28.1米，坝长280米，坝顶宽5米。水库设计灌溉面积2933公顷，1985年实际灌溉面积2327公顷。设坝后电站一座，装机容量250千瓦，年发电量60万千瓦时。水库周边环境优美，是当地著名旅游胜地。